# Jack London State Historic Park
Jack London State Historic Park, ook bekend als de Jack London Home and Ranch, is een historisch staatspark van de Amerikaanse staat Californië in Glen Ellen (Sonoma County). Het domein ligt op de oostelijke flank van Sonoma Mountain. Schrijver Jack London (1876–1916) woonde er op het einde van zijn leven met zijn gezin.

## Geschiedenis
Jack London en zijn tweede echtgenote Charmian (1871–1955) hadden het domein, een verlaten wijnhuis, in 1905 gekocht. London wou graag een rancher worden. Hij liet de kleine woning die er stond (de Winery Cottage) uitbreiden met onder meer een werkkamer, waar hij zijn boeken schreef. Tussen 1909 en 1911 kocht hij land bij om de ranch – bijgenaamd Beauty Ranch – uit te breiden.

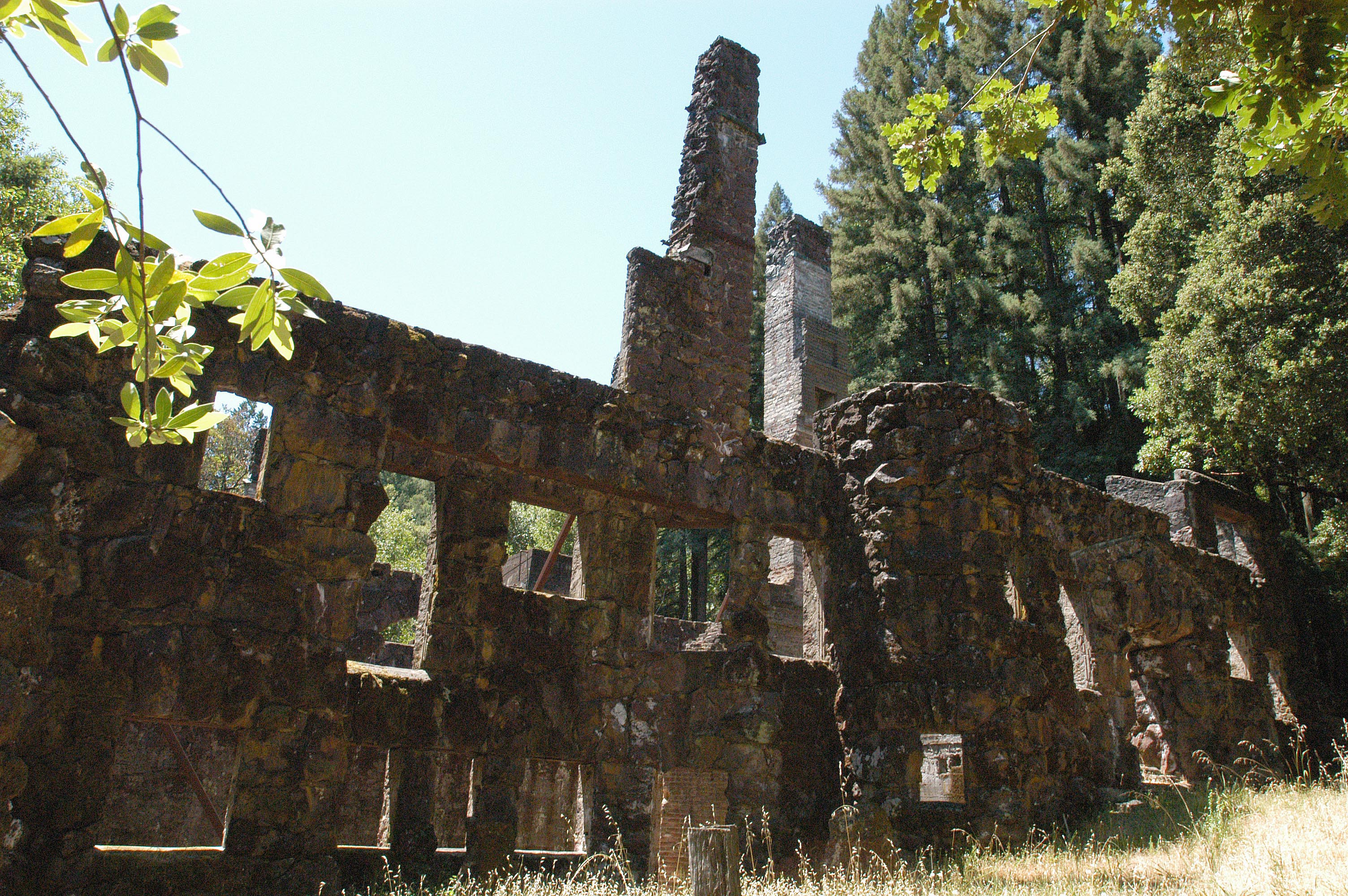
De ruïnes van Wolf House.

In 1910 begon hij een grote, dure villa te bouwen, Wolf House. Het zou 1.393 m² groot worden en aangekleed worden met op maat gemaakte meubelen. Op 22 augustus 1913, toen de familie London elders was, brandde hun villa af. Jack London en zijn familie waren verscheurd van verdriet, maar kregen ook met financiële problemen te maken. Hoewel London ongeveer een vierde van zijn verliezen van de verzekering wist terug te trekken, was hij nu genoodzaakt om verder te schrijven, louter voor het gewin. London wou de villa graag opnieuw laten bouwen, maar toen zijn gezondheid verslechterde, werden die plannen opgeborgen.
Ondertussen woonden Jack en Charmian in de Winery Cottage. Jack overleed hier, in de veranda, op 22 november 1916.
In 1919 begon de bouw van een nieuwe woning, The House of Happy Walls, dat Charmian ter ere van haar overleden echtgenoot liet bouwen. Dat was een kleinere versie van Wolf House. Charmian woonde van 1934 tot 1945 in het nieuwe huis, maar verhuisde dan terug naar de Winery Cottage, waar ze tot haar dood in 1955 woonde. Zowel Charmian als Jack liggen op het domein begraven, niet ver van de ruïnes van Wolf House.
De erfgenamen van de familie London schonken het domein in 1960 aan de staat Californië en in datzelfde jaar werden de ruïnes van Wolf House aangewezen als California Historical Landmark (#743). In december 1962 werd het geheel erkend als National Historic Landmark. Het House of Happy Walls is, naar een wens die Charmian in haar testament uitdrukte, een museum geworden.
Wolf Huis komt voor in de fantasy-avonturenroman De Verloren Held (2010) van Rick Riordan.
Toen de staat Californië in 2011-2012 overwoog om verschillende van haar staatsparken om budgettaire redenen te sluiten, bood de non-profitorganisatie Valley of the Moon Natural History Association (VMNHA) zich aan om het beheer van het park op zich te nemen. Die organisatie zette zich al langer in voor het behoud van deze en andere sites. Via het project Jack London Park Partners (JLPP) beheert de associatie het park sinds 1 mei 2012.